# Amparo Alonso Betanzos
Amparo Alonso Betanzos (Vigo, 10 de octubre de 1961) es una ingeniera química española, investigadora en inteligencia artificial, presidenta de la Asociación Española de Inteligencia Artificial (AEPIA) (2013-2021) y coordinadora del grupo de investigación LIDIA (Laboratorio de I+D en Inteligencia Artificial), perteneciente al Centro de Investigación en TIC (CITIC) de la Universidad de La Coruña (UDC). Ha sido becada en la primera edición internacional del Programa, L'Oréal UNESCO For Women in Science, convirtiéndose en la primera española becada en los 17 años de este programa.

## Formación
Alonso Betanzos estudió Ingeniería Química en la Universidad de Santiago. Llegó a la tecnología en informática (TIC) a través de la aplicación de datos. Centró su tesina en informática biomédica, estudiando la aplicación de técnicas informáticas en campos relacionados con la medicina y la clínica, y más concretamente la monitorización antenatal. Le interesó porque estaba relacionado con las mujeres (echaba de menos la perspectiva de género en la carrera universitaria), porque era un campo de investigación muy novedoso y porque era un área de estudio interdisciplinar con profesionales de otras ramas. Siguió investigando en informática clínica.
Realizó su tesis doctoral Foetos: sistema experto para el diagnóstico, pronostico y terapia del estado fetal, en 1988 en la Universidad de Santiago de Compostela.
Después, en 1988, realizó un posdoctorado en el Medical College of Georgia (Colegio Médico de Georgia) de la Universidad de Augusta (Estados Unidos) donde comenzó su experiencia investigadora en el departamento de Ingeniería Biomédica. Trabajó en un centro de investigación de sistemas inteligentes aplicados a entornos clínicos. Alonso Betanzos continuó con la monitorización antenatal, amplió su trabajo al campo de las unidades de cuidados intensivos y mantuvo contacto con personal médico de numerosas ramas como atención en UCI, pediatría.
Después, pasó a centrarse mucho más en las disciplinas propiamente informáticas y se acercó a otros campos de aplicación. En ingeniería ha trabajado en el mantenimiento inteligente de los aerogeneradores que evita tener que contar con profesionales que suban a ellos cada cierto tiempo para revisar que las piezas estén bien. Y en mantenimiento de piezas en barcos y coches.
En el campo de las ciencias sociales, ha desarrollado proyectos interdisciplinares de estudio para simular el efecto de distintas políticas medioambientales, para la conservación del medio ambiente, para migrar a un mundo más verde, que tiene que ver con la informática. Le interesó porque a priori queda distante del mundo de la informática y al final resultan muy vinculados.

## Trayectoria
Es catedrática de la Universidad de La Coruña en el departamento de Ciencias de la Computación. Desarrolla su carrera investigadora en este departamento de 1991 a 2011, como continuación a su experiencia investigadora desde 1988 en el Colegio Médico de Georgia (Estados Unidos) y desde 1989 en el departamento de Física Aplicada de la Universidad de Santiago de Compostela. En los tres casos, aún continúa su carrera investigadora.
Ha ocupado diversos cargos en la Facultad de Informática de la Universidad de La Coruña. Ha sido vicedecana de 1999 a 2005, directora de computación de 2007 a 2009 y coordinadora del máster de Bioinformática para Ciencias de la Salud 2016/2017. Además es vocal de la Comisión Académica del Programa Oficial de Doctorado en Computación desde 2013.
Destacan sus proyectos de investigación "Scalable machine learning algorithms: Beyond classification and regression" y "LOCAW (Low-Carbon at Work: Modelling agents and organisations to achieve transition to a low-carbon Europe". Cuenta con 10 publicaciones en los años 90, 43 en los años 2000, 72 entre 2010 y 2017 (mayo). Dentro de la disciplina de la inteligencia artificial, difunde tres grandes bloques temáticos: los aspectos básicos de la Inteligencia artificial, los esquemas y modelos de razonamiento y la ingeniería del conocimiento.
En 2020 comenzó a formar parte recién constituido del Consejo Asesor de Inteligencia Artificial del Ministerio de Asuntos Económicos y Transformación Digital.

## Compromiso
Además de profesora de la UDC y coordinadora del grupo de investigación LIDIA, fue presidenta desde 2013 hasta 2021 de la Asociación Española para la Inteligencia Artificial (AEPIA).  
Dicta ponencias, asiste a eventos y promueve las carreras tecnológicas y científicas entre las niñas. En 2014 protagonizó un audiovisual corto para animar a las chicas a considerar las TIC en su futuro laboral y de estudios, y cuenta cómo comenzó a trabajar en este campo.
En su faceta divulgadora, durante su conferencia en Big Data Spain, edición de 2015, explicó que:

a pesar de los grandes avances de esta tecnología, no debemos temer a la inteligencia artificial, que sencillamente busca reproducir comportamientos inteligentes en las máquinas y que permitan obtener un beneficio, o ayudarnos a las personas a tomar decisiones usando volúmenes de datos que de otro modo no podríamos manejar.

Es defensora y divulgadora de big data.

## Obras
Destacan, entre sus muy numerosas publicaciones, capítulos de libros, artículos y ponencias, los libros de divulgación en castellano y gallego:
- Fundamentos de inteligencia artificial. Amparo Alonso Betanzos, Vicente Moret Bonillo. Universidade Da Coruña. Edición 1998 y edición 2005.[14]
- Fundamentos de Intelixencia Artificial. Vicente Moret-Bonillo, Amparo Alonso-Betanzos, Mariano Cabrero-Canosa, Bertha Guijarro-Berdiñas and Eduardo Mosqueira-Rey. 2008

## Premios y honores
En 1998 fue becada en el Programa L'Oréal UNESCO For Women in Science. En 2020 recibió el premio María Josefa Wonenburger Planells, concedido por la Junta de Galicia en que reconocimiento a la trayectoria de científicas gallegas relevantes en ciencia y tecnología.